# Epamera flavilinea
Epamera flavilinea är en fjärilsart som beskrevs av Riley 1928. Epamera flavilinea ingår i släktet Epamera och familjen juvelvingar. Inga underarter finns listade i Catalogue of Life.